# MC Randy & D.J. Jonco
MC Randy & D.J.Jonco fueron un dúo de rap de Madrid, España.

## Biografía
Como sus nombres indican, Mc Randy (J. I. Pascual) era el MC, rapper o vocalista y letrista, y Dj Jonco (Carlos A. Koschitzky) el DJ, disc jockey, o encargado de la parte instrumental. Con esta estructura, y la producción de Rebeldes Sin Pausa, lograron que se incluyese su tema ¡Hey, pijo! en Rap´in Madrid (1989) el segundo disco recopilatorio de hip hop español. ¡Hey, pijo! fue el primer sencillo, y el que más repercusión mediática tuvo. Fue un himno de afirmación de la "tribu urbana" del hip hop, los b-boys, mediante la oposición a la "tribu" de los pijos (pitucos o niños ricos).
Este tema tuvo una respuesta en 1990, en clave de hip house, titulada Soy pijo.. ¿y qué?, por parte de un artista llamado Poly-C (Hipólito Celis).
El buen resultado de ¡Hey pijo! llevó a que su pieza Tía, déjame en paz, fuese incluido en el recopilatorio Rap de aquí 1990. Algunos artistas que habían aparecido en Rappin Madrid, como Sweet también repitieron en Rap de aquí, pero la mayoría no volvieron a publicar. Rap de aquí incluía piezas de rappers españoles de fuera de Madrid.
También en 1990 salió al mercado el LP MC Randy & D.J.Jonco con los temas:
- Apaga la radio
- Tía, déjame en paz
- ¡Hey, pijo!
- Viviendo en el recuerdo (dedicada al difunto padre de MC Randy)
- No te dejes aplastar
- Tú simplemente di que no (contra la droga, en la línea del eslogan estadounidense Just say no)
- No hemos cambiado (narra sus desavenencias con otros grupos de hip hop del momento, y niega los rumores sobre la muerte de MC Randy y D.J.Jonco, que fueron frecuentes)
- Yo político (una crítica contra la clase política)
- Necesito amor
- Al despertarme esta mañana

Después de la colaboración de Mc Randy en el disco de Tiempo de cambio, y cantar la canción "Rap in pan ben" con La Excepción, colaboró en un disco producido por el Sr. Tcee (VKR), en el que cantó una canción en solitario "Mi vaso medio vacío", y otra con VKR "Pura vida".
En 2012 Randy anuncia el lanzamiento de un nuevo álbum. Más de 20 años después de su último trabajo verá la luz en abril de 2012 el LP "Pura vida" que MC Randy lanza junto al sello Mésdemil Records. En marzo del mismo año lanza su primer videoclip "Así" realizado por Francisco Reyes y Álex Bohórquez en el que aparecen cameos de numerosos artistas del panorama Hip Hop español como: El Chojin, Nach, Sr Tcee, Gitano Antón, Langui, Mr. Rango, Kamikaze, Chulito Camacho, Suso 33.

## Discografía
- "¡Hey, pijo!" (Maxisencillo) (1989)
- "MC Randy & D.J.Jonco" (LP) (1990)
- "Apaga la radio / Al despertarme esta mañana" (Sencillo) (1990)
- "Tía, déjame en paz" (Maxisencillo) (1990)
- "Pura Vida" (Álbum) (2012)

## Colaboraciones de Mc Randy
- VVAA "Rapin Madrid" (1989)
- VVAA "Rap de aquí " (1990)
- "Satisfucktion" con Haze (2004)
- "Llueve sobre mojado" con Bako y Bilal (2006)
- "Rap in pan ben" con La Excepción (2007)
- "Pura vida" con VKR (2008)